# Loża 44
Loża 44 – polski kabaret pochodzący z Lublina.
W 1972 roku na lubelskiej Akademii Medycznej Irosław Szymański założył Studenckie Bractwo Satyryczne „Loża 44”. Kabaret współpracował m.in. z cyklem Spotkanie z Balladą.